# Augochlora decorata
Augochlora decorata är en biart som först beskrevs av Smith 1853.  Augochlora decorata ingår i släktet Augochlora och familjen vägbin. Inga underarter finns listade.